# Ma Shuli
Ma Shuli (chiń. 马淑丽; ur. 20 stycznia 1978) – chińska lekkoatletka, dyskobolka.

## Osiągnięcia
- złoty medal mistrzostw świata juniorów (Sydney 1996)
- brąz igrzysk azjatyckich (Pusan 2002)
- 6. lokata podczas mistrzostw świata (Paryż 2005)

## Rekordy życiowe
- rzut dyskiem - 62.50 (2005)